# Нейтън Файлър
Нейтън Файлър (на английски: Nathan Filer) е английски медик, пърформънс поет и писател на произведения в жанра драма и документалистика.

## Биография и творчество
Нейтън Файлър е роден през 1980 г. в Бристъл, Англия. Завършва гимназия „Уинтърборн“ в Южен Глостършир. През 2002 г. се обучава за медицинска сестра в психиатрията, придобивайки първокласна степен по сестрински грижи за психичното здраве от Университета на Западна Англия. След дипломирането си работи изследовател в академичното звено по психиатрия в Университета в Бристъл и като медицинска сестра за психично здраве в стационарите в Бристъл. Получава магистърска степен по творческо писане от университета „Бат Спа“.
Също така пише като поет за пърформънси, като редовно участва във фестивали и събития във Великобритания, включително Гластънбъри, Шамбала, Порт Елиът и литературния фестивал в Челтнъм. Поезията му се излъчва по телевизията и радиото. През 2005 г. комедийният късометражен филм „Oedipus“, в който участва като автор и актьор, печели наградата на BBC за най-добър нов режисьор и множество международни награди.
Първият му роман „Шокът от падането“ е издаден през 2013 г. Книгата представя историята на Матю, който се справя с мъката си от смъртта на брат си Саймън, страдащ от синдрома на Даун и загинал при фатален инцидент преди 10 години. Самообвинявайки се за случилото се Матю развива шизофрения, и за да се пребори болестта, с с помощта на лекарите решава да напише книга и да се освободи от миналото. Романът печели наградите Коста” и „Бети Траск“ за най-добър първи роман. Романът става бестселър в списъка на „Sunday Times“ и е преведен е на над 30 езика по света.
От 2014 г. работи като резидент писател и преподавател по творческо писане в университета „Бат Спа“.
През 2019 г. е издадена документалната му книга „The Heartland: Finding and Losing Schizophrenia“ получила висока оценка от критиката.
Удостоен с почетната степен магистър по творческо писане от Университета на Западна Англия, и почетната степен „доктор хонорис кауза“ по хуманитарни науки от университета в Абертей за приноса му за повишаване на осведомеността чрез литература и ангажимента му към психичното здраве.
Нейтън Файлър живее със семейството си в Бристъл.

## Произведения

### Самостоятелни романи
- The Shock of the Fall (2013) – издаден и като „Where the Moon Isn't“, награда „Коста“ и „Бети Траск“
Където луната я няма, изд.: ИК „Обсидиан“, София (2014), прев. Богдан Русев

### Документалистика
- The Heartland: Finding and Losing Schizophrenia (2019) – издаден и като „This Book Will Change Your Mind About Mental Health“

### Екранизации
- 2005 Oedipus – късометражен
- 2007 Selected Shorts #5: Comedy Shorts
- 2013 Bijwerkingen: Common Side Effects